# Esbós per a l'anunci de l'Anís del mono
Esbós per a l'anunci de l'Anís del mono és un dibuix de Ramon Casas Carbó, realitzat l'any 1898, que representa la participació de l'autor al disseny publicitari de l'Anís del Mono.
Aquest dibuix fet amb carbonet sobre paper té unes dimensions de 68 x 41,5 cm, es troba a la Fundació Municipal Joan Abelló de Mollet del Vallès.

## Autor
Ramon Casas Carbó és reconegut per les seves obres artístiques. En el retorn de la seva formació al París modernista de finals de segle xix i principis XX, Ramon Casas va desenvolupar a Barcelona el Cartellisme
com una nova representació artística. El cartellisme se situa als Estats Units i a Europa entre 1880 i 1914, com a publicitat de tot allò que va comportar l'era capitalista, la indústria amb la
fabricació de cervesa, indústria de la xocolata o indústria farinera. Aquests productes havien de ser representats en cartells publicitaris, per tal de fer arribar a la societat un missatge clar la comercialització d'aquell article. Es deixava de banda el cartellisme com a element de transmissió política o cultural, per l'aparició de cartellisme modern. Ramon Casas Carbó va participar en tres revistes de reflexió i difusió d'art, on va representar diferents il·lustracions, la revista Quatre Gats (1899), Pèl i Ploma (1899-1903) i Forma (1904-1908). Però el que van portar al reconeixement com a cartellista, van ser els cartells que va crear pels concursos de cartells que diferents empreses van realitzar,com són els casos de: Anís del mono, Codorniu o Xocolates Amatller.

## Descripció de l'obra
Els Bosch, família benestant de Badalona, van ser els creadors de l'aiguardent anisat conegut com a Anís del Mono, que el 1897 va realitzar un concurs al qual es van presentar 162 obres per escollir el cartell publicitari de la beguda, que va guanyar el mateix Ramon Casas Carbó. Ramon Casas Carbó va presentar tres cartells diferents, on apareixia un mico subjectant una ampolla d'anís i al costat la figura d'una dona, la chula. La figura femenina era un estereotip de dona que faria més representatius als consumidors. Cada una de les tres litografies, tenien unes dimensions de més de dos metres, amb un color de fons diferent, blau, verd i groc. La guanyadora va ser la litografia amb fons blau, coneguda com a Mono y Mona, que va permetre l'aproximació de Casas com cartellista a la burgesia catalana.
El dibuix realitzat per Casas, representa a un mico subjectant una ampolla de vidre. L'anís es veu representat a través l'ampolla, i el mono representa l'empresa d'aiguardent Anís del mono. La imatge va ser realitzada mitjançant la tècnica del carbonet, sobre paper, on només surt policromat el tap de l'ampolla en
color vermell, característic de les ampolles d'aquesta marca de begudes alcohòliques. L'esbós del mico, va ser el dibuix que posteriorment utilitzaria l'artista, pel dibuix del cartell amb el fons verd,que també va presentar al concurs de cartells de l'Anís del mono l'any 1897.